# Kristián Barbuščák
Kristian Barbuscak (* 20. Februar 1977 in Bratislava, Tschechoslowakei) ist ein ehemaliger slowakischer Fußballspieler. Heute ist er Torwarttrainer. Bis 30. Juni 2023 war er beim deutschen Bundesligisten FC Augsburg unter Vertrag.

## Karriere

### Als Spieler
Er begann seine Karriere im Elitekader der Sportschule von Slovan Bratislava. Bis zu seinem 15. Lebensjahr trainierte und spielte er dort als Torhüter. Nach seinem Schulabschluss schaffte er den Sprung nach Deutschland, nachdem er 1992 bei einem Auswahlturnier in der Nähe von Fürth überzeugen konnte. Er begann eine Ausbildung in München und spielte gleichzeitig für den Nachwuchs des FC Bayern. Aufgrund der großen Konkurrenz wechselte er 1997 zur Jugend von Lazio Rom. Wegen der EU-Ausländerregelung stand er jedoch selten im Kader und wechselte deshalb 1998 zu Austria Wien. Kurz darauf folgte ein erneuter Transfer, diesmal zum Grasshopper Club Zürich. Nach nur einem Jahr wagte er schließlich den Sprung über den Atlantik zu den New York Metro Stars. Aufgrund mehrerer schwerer Knieverletzungen musste er seine Karriere dort im Alter von nur 23 Jahren vorzeitig beenden.

### Als Trainer
Nach seiner aktiven Karriere stand für Barbuscak früh fest, dass er als Trainer weiter im Fußball aktiv sein wollte. Kurz nach seiner Verletzung übernahm er eine Stelle als Jugendtrainer beim TSV Schwabhausen. Zwei Jahre später wurde er dann Co-Trainer beim SC Eintracht Freising. Parallel zu dieser Tätigkeit begann er auch seine erste Stelle als Torwarttrainer am DFB-Stützpunkt Freising. Im Jahr 2008 wagte er den Schritt in die Vereinigten Arabischen Emirate und wurde Torwarttrainer der Jugend des Al-Wasl Sport Clubs. 2011 wurde er Torwarttrainer der Kasachischen Fußballnationalmannschaft unter Miroslav Beránek. 2012 folgte ein Engagement in Tschechien bei Viktoria Žižkov, wo er die Torhüter unter Roman Nadvornik betreute. Auch seine nächste Trainerstation sollte sich in Tschechien befinden. Er wechselte 2013 zu FC Zbrojovka Brno und Chef-Trainer Vaclav Kotal. Ein Jahr später folgte schließlich Barbuscaks vorerst letzter Wechsel, als er die Stelle des Torwarttrainers beim damaligen Drittligisten SSV Jahn Regensburg antrat. Trotz des Abstiegs in die Regionalliga unter Christian Brand blieb Barbuscak dem Verein über die Saison 2014/15 hinaus treu. Es folgten nicht nur der direkte Wiederaufstieg in die 3. Liga mit Heiko Herrlich, sondern auch der Durchmarsch in die 2. Bundesliga und sogar der Klassenerhalt in der folgenden Saison 2017/18 unter der Führung von Achim Beierlorzer. Somit stellt der SSV Jahn Regensburg die bisher längste Station in der Trainerkarriere Barbuscaks dar. Zur Saison 2020/21 wechselte er zum Bundesligisten FC Augsburg um dort das Trainerteam um Heiko Herrlich zu verstärken, mit dem er schon beim SSV Jahn Regensburg zusammen gearbeitet hatte. Nach Ablauf der Saison 2022/23 verließ Barbuscak die Fuggerstädter, da sein Vertrag nach drei Jahren ausgelaufen war und nicht verlängert wurde.